# Arthur Stockhoff
Arthur Martin Stockhoff (St. Louis, 19 novembre 1879 – St. Louis, 20 ottobre 1934) è stato un canottiere statunitense.
Stockhoff partecipò ai Giochi olimpici di Saint Louis 1904 con la squadra Century Boat Club nella gara di quattro senza, in cui conquistò la medaglia d'oro.

## Palmarès
In carriera ha conseguito i seguenti risultati:
- Giochi olimpici

St. Louis 1904: oro nel quattro senza.